# Минеральные воды Армении

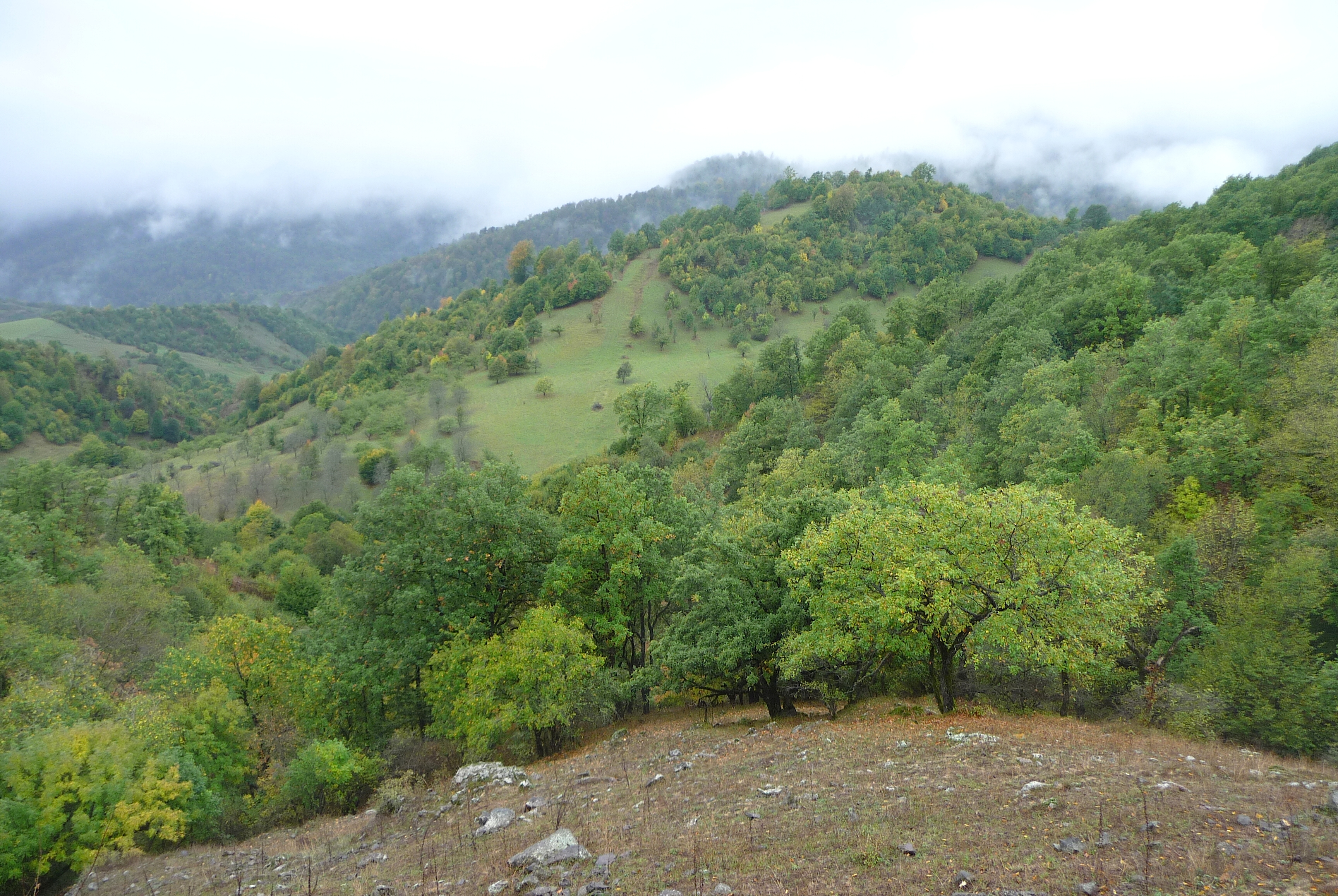
В Дилижане разливается вторая по качеству вода в мире

Армения богата подземными пресными и минеральными водами, составляющими важную часть природных минеральных ресурсов республики.
Основными источниками питания подземных вод являются как атмосферные осадки так и
водные пары, конденсируемые в горных массивах и почво-грунтах. На отдельных участках в некоторой степени участвуют воды озер, водохранилищ и поверхностных стоков. Высокогорные хребты, плоскогорья и горные массивы являются областями питания
подземных водных потоков, а межгорные котловины, предгорные плоскогорья и речные
долины – областями накопления и основной разгрузки. В образовании подземных вод
исключительно важную роль играют андезитно-базальтовые лавы и их осколочные
варианты – шлаки. Из-за их изрезанности и пористости они с легкостью поглощают
70% атмосферных осадков, которые в разных горизонтах лавового покрытия или на месте контакта лавы с
материнскими породами формируют мощные водные потоки, которые выходят на
поверхность земли в виде источников. К числу таких источников относятся источники: Гохт-Гарни,
Акунка, Арзни, Гюмуша, Сарухана, Шаки и ряд других.
Основные запасы вод межгорных котловин расположены в Араратском и Ширакском
артезианских бассейнах.
В разрывных нарушениях формируются насыщенные глубинными газами
минеральные воды, которые выходят на поверхность земли в виде холодных и горячих
источников, большая часть которых насыщена углекислым газом. Самыми крупными
месторождениями минеральных вод Армении являются: Джермукский горячий (схожий с
Карлсбадским), Анкаванский и Личкский (схожий с Ессентукским), Арзаканский и Бжнийский
теплые (схожие с Виши), Дилижанский холодный (схожий с Боржомским), Араратский и
Татевский теплые (типа Нарзана). В прилегающих к Еревану областях широко
распространены в различной степени минерализированные солещелочные воды - Арзни,
Гетамеч, Анкаван.